# Ryu Ji-hye
Ryu Ji-hye (kor. 류지혜; ur. 10 lutego 1976 w Pusan) – południowokoreańska tenisistka stołowa, dwukrotna brązowa medalistka olimpijska, multimedalistka mistrzostw świata i igrzysk azjatyckich.
Dwukrotnie uczestniczyła w letnich igrzyskach olimpijskich. W 1996 roku na igrzyskach olimpijskich w Atlancie zdobyła brązowy medal olimpijski w grze podwójnej (wspólnie z Park Hae-jung) i zajęła siedemnaste miejsce w grze pojedynczej. Cztery lata później na igrzyskach w Sydney ponownie zdobyła brązowy medal olimpijski w deblu (wspólnie z Kim Moo-kyo), a w singlu była piąta.
W latach 1995–2001 zdobyła pięć medali mistrzostw świata (jeden srebrny i cztery brązowe), w latach 1994–2002 jeden srebrny i sześć brązowych medali igrzysk azjatyckich, a w latach 1996–2000 osiem medali mistrzostw Azji (jeden złoty, dwa srebrne i pięć brązowych).